# سوتر
سوتر هو بابا الكنيسة الكاثوليكية الثاني عشر وقديس وفق المعتقدات المسيحية، حسب الدليل البابوي الذي يصدره الكرسي الرسولي سنويًا فإنه من غير المعروف متى على وجه الدقة كانت حبريته، غير أنها عمومًا بدأت إما عامي 162 و168 وانتهت إما عامي 170 أو 177. اسمه مشتق من اللغة اليونانية وبمعنى «المخلّص»، إلا أنه ولفد في فوندي الواقعة ضمن إيطاليا، وبحسب الدليل البابوي ذاته فإن البابا سوتر هو كان أول من حدد قواعد الزواج وأوجب على المسيحيين زيارة الكنيسة خلال الزواج للحصول على مباركة الكاهن، كما أنه جعل من عيد الفصح مهرجانًا سنويًا في روما.
يحتفل بتذكار البابا سوتر في 22 أبريل من كل عام، وكان من المعتقد أنه من «البابوات الشهداء» أي الذين قضوا نحبهم خلال اضطهادات ضدّ المسيحيين، لكن اسمه أزيل من طبعة تقويم الشهداء لعام 1969 وقد برر المسؤولون عن ذلك، بعدم وجود دليل قطعي بكون البابا قد قضى دفاعًا عن الإيمان.